# Robert z Molesme
Robert z Molesme (1028, Troyes – 17. dubna 1111, Molesme) byl křesťanský světec a opat, jeden ze zakladatelů cisterciáckého řádu ve Francii.

## Život
Robert se narodil jako šlechtic v kraji Champagne, v patnácti letech vstoupil do benediktinského kláštera Montier-la-Celle blízko Troyes. Byl zde brzy zvolen převorem a kolem roku 1070 byl ustanoven opatem v klášteře Saint-Michel de Tonnerre, jehož mniši neměli dobrou pověst. Jeho snahy o nápravu ale mniši odmítli, takže složil opatskou funkci a vrátil se jako obyčejný mnich zpět do Montier-la-Celle (Saint-André-les-Vergers, Département Aube). V roce 1072 se stal převorem v klášteře Saint-Ayoul.
Skupina šesti poustevníků žijících v chudobě a odříkání v colanských lesích poblíž Saint Michel-de-Tonnerre chtěla zvolit Roberta za svého učitele a představeného, dva z poustevníků se proto vydali do Říma k papeži Řehoři VII., aby získali jeho svolení k tomuto kroku. Robert je pak odvedl do lesů u Molesme v Burgundsku, kde si v roce 1075 postavili několik chýší ze dřeva a kapli zasvěcenou Nejsvětější Trojici.
Opatství v Molesme si získalo díky Robertově zbožnosti a svatosti velkou autoritu. Již v roce 1098 je doloženo 35 mužských a několik ženských klášterů, které se k novému opatství hlásily.
Robertova pověst svatého muže se neustále šířila. Když se klášterní komplex rozrostl a zbohatl, přišli noví mniši, kteří vstupovali do kláštera s nepravými úmysly a začali negativně působit na ostatní. Robert byl nespokojen s vývojem v konventu a dvakrát ho opustil, pokaždé byl ale povolán zpět.

## Cîteaux
V roce 1098 Robert s 21 spolubratry odešli z Molesme s úmyslem odejít do divočiny a založit tam nový klášter. Renaud, vikomt města Beaune, věnoval Robertovi a jeho společníkům opuštěné údolí v hlubokém lese, v místě zvaném Cistercium, 30 km jižně od Dijonu. Zde založili klášter Cîteaux. Robert zde zůstal jen rok. Mezitím mniši v Molesme změnili své smýšlení a poslali posly k papeži s prosbou, aby k nim povolal Roberta zpět a schválil jim jejich výklad Řehole svatého Benedikta. Robert se vrátil do Molesme se svými dvěma druhy a vedl klášter podle vlastního výkladu a příkladu, takže se stal centrem reformy benediktinů, měl na ně velký vliv.
Svatý Štěpán Harding a svatý Alberich – dva z původních mnichů z Molesme – se stali stěžejními osobami ve vedení stavby i kláštera Cîteaux. Pod jejich vedením se stal střediskem cisterciáckého řádu, který se proslavil ve 12. století pod vedením svatého Bernarda z Clairvaux.
Robert zemřel v Molesme 17. dubna roku 1111. Papež Honorius III. ho kanonizoval v roce 1220. Jeho svátek v římskokatolickém kalendáři byl ustanoven na 17. duben, ale později byl posunut na 29. dubna.
Svátek svatého Roberta je slaven ve Washingtonu, D.C. v neděli před Kolumbovým dnem.

## Galerie

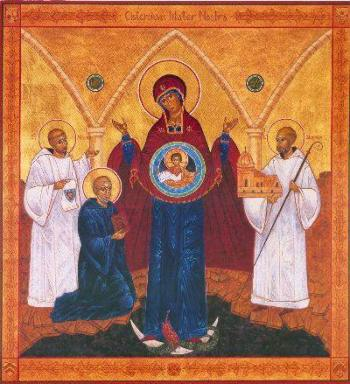
Zakladatelé cisterciáckého řádu, Robert, Alberik a Štěpán Harding
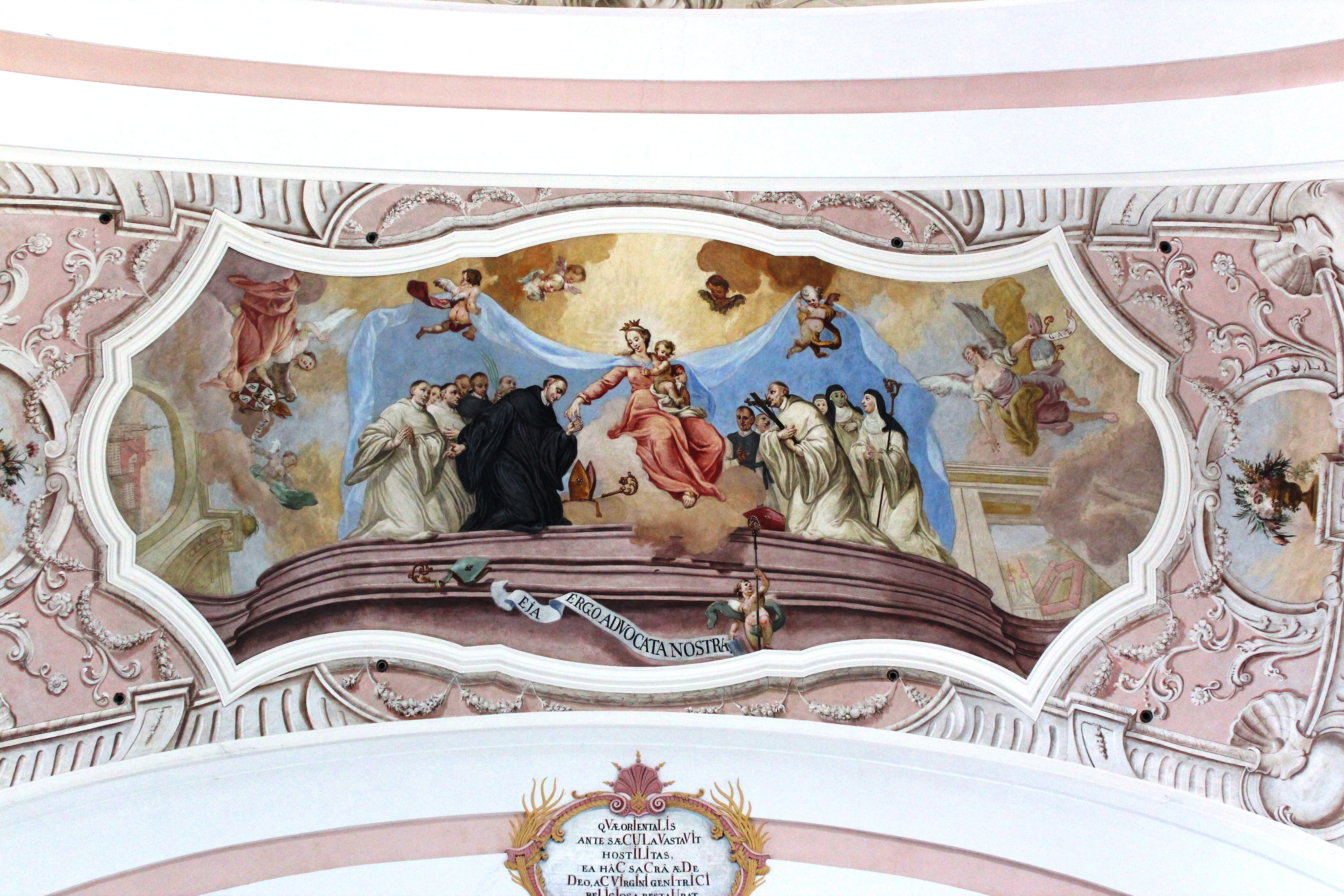
Freska v klášterním kostele v Zircu (Maďarsko
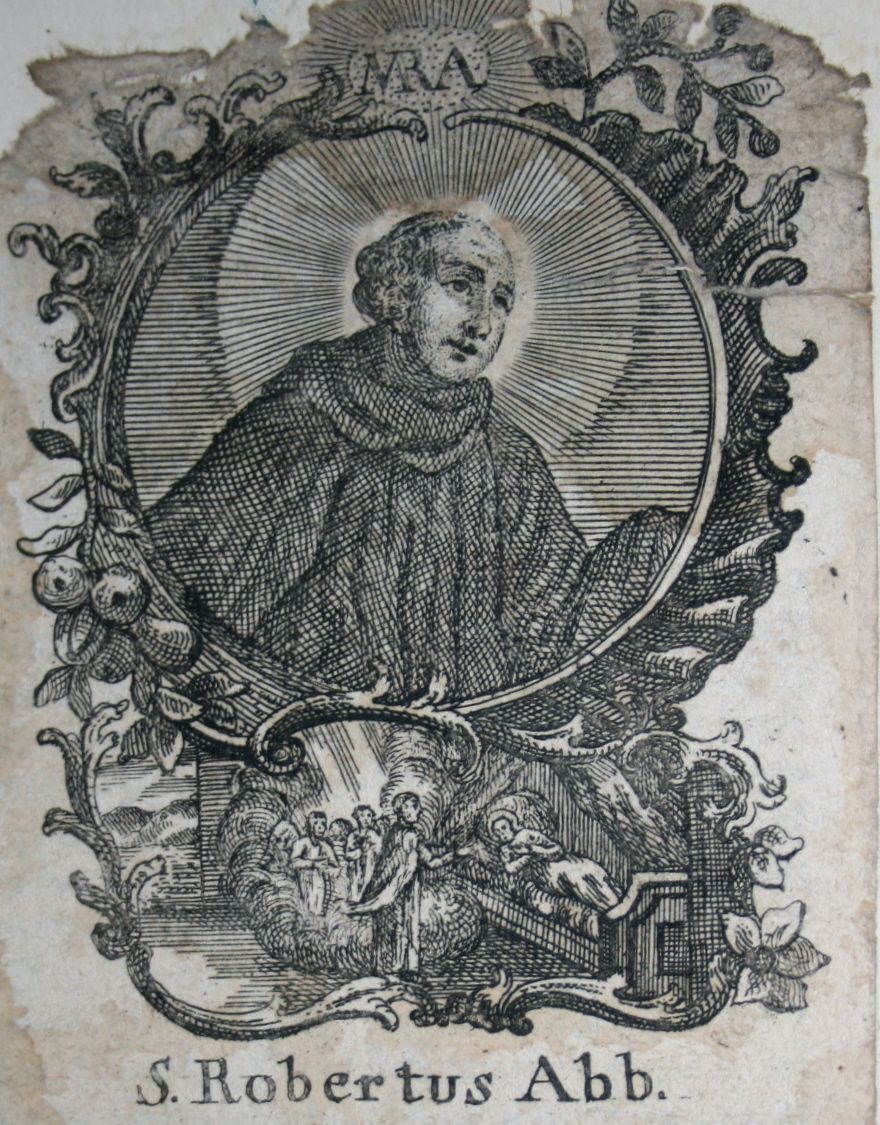
Svatý obrázek s portrétem
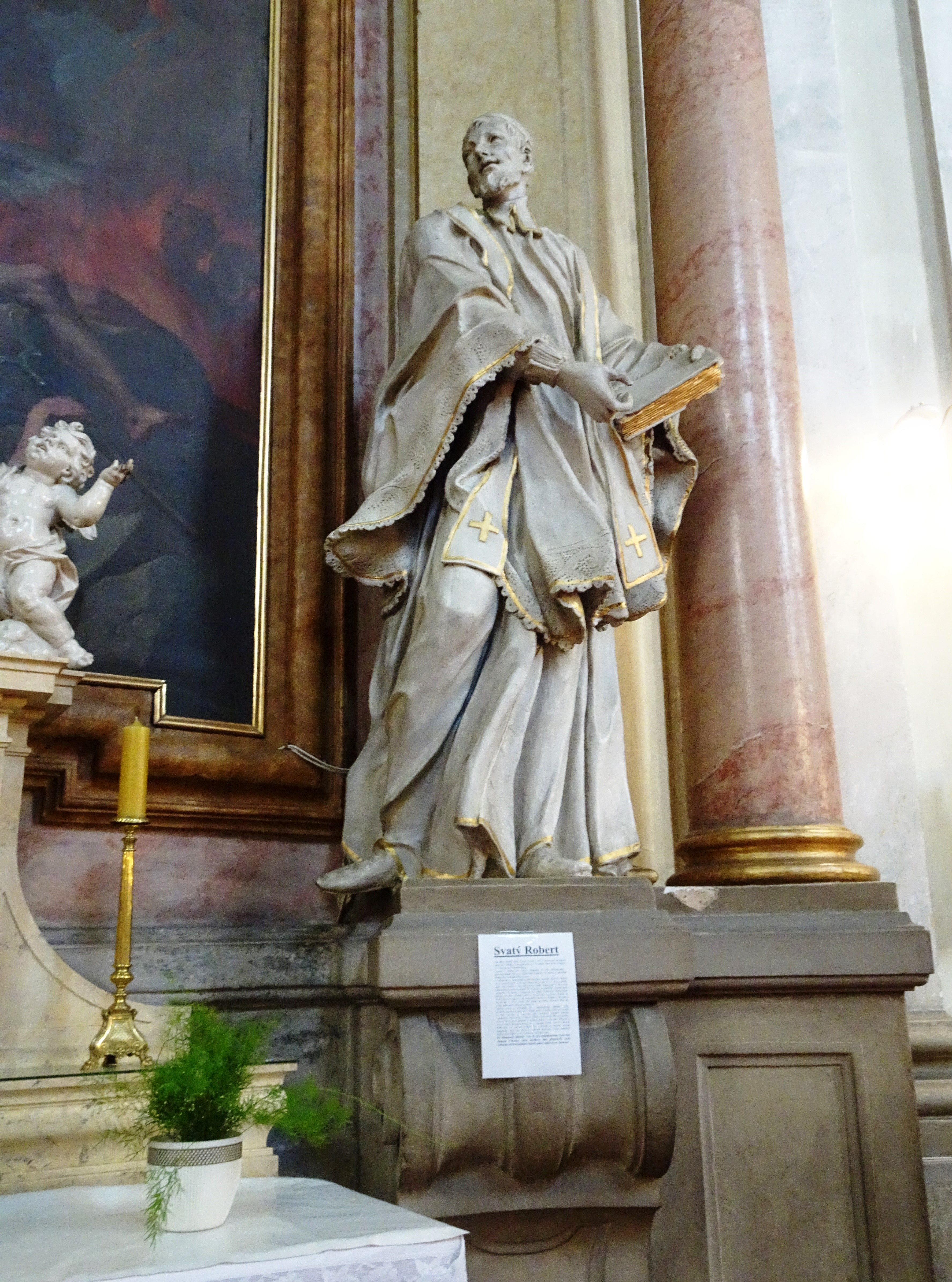
Socha sv. Roberta v kostele sv. Petra a Pavla v Polešovicích
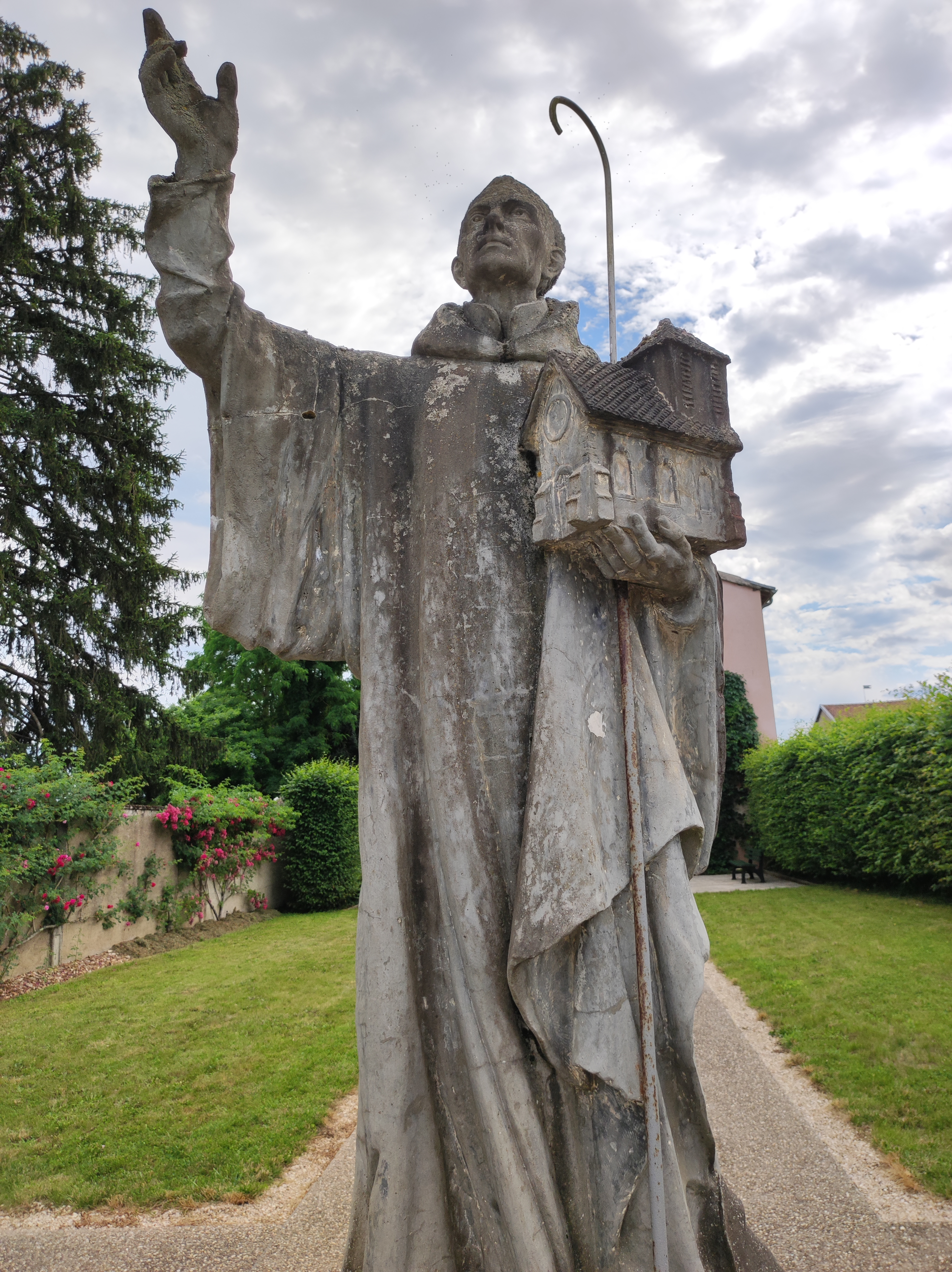
Socha Roberta z Molesme v Cîteaux